# Fábia Eudócia
Eudócia ou Eudócia, nascida Fábia, foi uma imperatriz-consorte bizantina, primeira esposa do imperador Heráclio. Ela era filha de um tal Rogas, um proprietário de terras no Exarcado da África segundo Teófanes, o Confessor.

## Imperatriz
Fábia foi prometida a Heráclio quando o futuro imperador ainda morava no Exarcado da África. O exarca na época era seu futuro sogro Heráclio, o Velho.
Heráclio iniciou uma revolta contra o imperador Focas em 608. Em circunstâncias obscuras, tanto ela quanto sua sogra, Epifânia, parecem ter sido capturadas por Focas em 610, foram aprisionadas no mosteiro do Novo Arrependimento ("Nea Metanoia") e acabaram sendo usadas como reféns para impedir que Heráclio cercasse Constantinopla.
As duas mulheres foram eventualmente soltas por membros da "facção verde", fanáticos pelas corridas de bigas no hipódromo. Elas foram entregues a Heráclio na ilha de Calônimo, finalmente permitindo que ele atacasse a cidade. Os excubitores desertaram para o seu lado e abriram-lhe os portões da cidade sem resistir.
Em 5 de outubro de 610, Heráclio foi proclamado imperador e, no mesmo dia, se casou com Fábia. Ela tomou o nome de Eudócia a partir daí e recebeu também o título de augusta.

## Morte
Eudócia morreu em 13 de agosto de 612. De acordo com o Chronographikon syntomon do patriarca Nicéforo I de Constantinopla, a causa foi epilepsia. Ainda de acordo com ele, um incidente em seu funeral revelou o quão popular ela era entre a população. Uma criada cuspiu de uma janela quando a procissão funeral estava passando. O caixão ainda estava aberto e a saliva manchou as roupas da imperatriz. A população, ofendida, imediatamente capturou a garota e a executou queimando-a viva.
Eudócia foi enterrada na Igreja dos Santos Apóstolos. Heráclio se casou no ano seguinte com sua sobrinha Martina, o que causou um grande escândalo.

## Família e filhos
Heráclio e Eudócia tiveram dois filhos: 
- Eudóxia Epifânia, nascida em 7 de julho de 611. Proclamada augusta em 4 de outubro de 612.
- Heráclio Constantino, um filho, que se tornaria imperador com o nome de Constantino III. Nasceu em 3 de maio de 612 e foi coroado co-imperador em 22 de janeiro do ano seguinte.